# Коробейник (фільм, 1917)
Коробейник (англ. The Peddler) — американська драма режисера Герберта Блаше 1917 року.

## У ролях
- Джо Велш — Авраам Джейкобс
- Сідні Мейсон — Семмі
- Катрін Келверт — Сара
- Кіттенс Райхерт — Мері
- Селлі Крут — місіс Морган